# Duval (joueuse d'échecs)
Pour les articles homonymes, voir Duval.
Madame Duval est une joueuse d'échecs française.

## Championnat de France féminin 1942
Madame Duval devient championne de France en 1942,. Le tournoi s'est déroulé dans une salle de café parisienne, à Montmartre.